# Щербина Павло Стефанович
Павло́ Стефа́нович Щерби́на (14 липня 1992, Львів  — 15 грудня 2022) — лейтенант ЗСУ, командир гранатометного взводу 28-ї окремої механізованої бригади імені Лицарів Зимового Походу оперативного командування «Південь». Брав участь у наступі на Херсон. Лицар ордена Богдана Хмельницького ІІІ ступеня (посмертно). Загинув 15 грудня в боях під Бахмутом .

## Життєпис
Павло Щербина народився 14 липня 1992 року у Львові. Навчався у середній загальноосвітній школі № 84 імені Блаженної Йосафати Гордашевської. Займався карате. Закінчив географічний факультет Львівського національного університету ім. І. Франка, кафедру соціально-економічної географії. Здобутий освітньо-кваліфікаційний рівень — магістр. Цікавився гірським туризмом, футболом, підприємницькою діяльністю та торгівлею.
Проходив військову кафедру в Національній академії сухопутних військ імені гетьмана Петра Сагайдачного.
Мобілізований у серпні 2022 року. Воював проти російських військ у складі 28-ї окремої механізованої бригади імені Лицарів Зимового Походу Збройних Сил України. Брав участь у наступі на Херсон.
Загинув 15 грудня у боях на Бахмутському напрямку.

## Родина
У Павла Щербини залишились батьки, дві сестри та племінник.

## Вшанування
Прощання з Павлом Щербиною відбулось 21 грудня 2022 року об 11 годині у Гарнізонному храмі св. апостолів Петра і Павла на вулиці Тетральній. О 11.30 відбулась міська царемонія прощання на площі Ринок. Похований герой на Личаківському цвинтарі. Указом Президента України № 649/2024 «Про відзначення державними нагородами України» нагороджений орденом Богдана Хмельницького ІІІ ступеня (посмертно).